# Agó Páez Vilaró
Agó Páez Vilaró   (Montevideo, 10 de desembre de 1954) és un artista plàstica uruguaiana. El seu treball se centra en els mandales i la filosofia en què es basen.

## Entrenament artístic
El 1976, Páez va rebre la seva primera orientació de dibuix del mestre Vicente Martín. L'any següent, estudia pintura a Buenos Aires, al taller de Miguel Dávila. El 1989 va iniciar els seus estudis al taller de Clever Lara, i el 1992 va començar a estudiar dibuix amb el professor Guillermo Fernández i Martín Rodríguez. Va realitzar un curs de colors al taller de Guillermo Bush el 1994, va estudiar belles arts a l'Argentina, el Brasil i l'Uruguai, ceràmica amb Jaime Nowinsky el 1986, talla de fusta amb Javier Nievas, i teatre al Centre d'Estudis del Teatre (CET) el 1991, on va decorar escenaris.

## Família
El cognom Páez Vilaró és reconegut a tot el món per la feina del seu pare Carlos, i perquè el seu germà Carlos és un supervivent del desastre de vol dels Andes del 1972. És neta d'una dona argentina de Rosario.
Ha fet diverses vegades el camí del Camí de Sant Jaume, així com el Camí de l'Inca, i ha viatjat a l'interior de l’Uruguai a peu.
| «                | Vaig néixer en un atelier; el meu món està relacionat amb l'art des que recordo, només que vaig sentir internament que l'art havia de ser per a mi la manifestació de l'esperit. | » |
| — Agó Páez, 2008 | |   |

Juntament amb els seus dos germans, va ajudar el seu pare a construir «Casapueblo», que seria la seva llar, amb línies ondulades, sense rectes, ni plomada, ni nivell. Aquesta arquitectura va influir en el seu desig de tenir una casa amb propietats similars, que va dur a terme al seu «Octàgon», situat a les coves de Punta Ballena, on va traslladar el taller que tenia a Carrasco. És una construcció de fang, amb teulada de quincho i cúpula de vidre. Té un volum de 100 m³, amb parets de 3 m d'alt, completament feta a mà amb la col·laboració d'amics, artistes, escultors, pintors i terrissaires. Allà té un jardí biodinàmic. Desenvolupa educació Waldorf per a nens, tallers de mandala, classes de ioga, reunions de dansa, astrologia, cinema i permacultura.

## Obres artístiques

### Mandales
Agó Páez utilitza l'art mil·lenari de les mandales com una simple teràpia per aconseguir l'harmonia i la pau en grup. La mandala és una figura geomètrica amb importància en la cosmologia budista.
| «                                                  | Mandala és una paraula que significa cercle. És una expressió artística que veiem a la majoria de civilitzacions i que genera una gran identificació en nens perquè es refereix a la figura circular de l'úter o la figura circular de la Terra […] genera una connexió amb l'ésser interior, amb pau, amb alegria, amb desenvolupament creatiu, amb el millor de nosaltres. | » |
| — Agó Páez. Octubre del 2012, Cañuelas (Argentina) | |   |

### Murals
El 1997 va col·laborar amb el seu pare Carlos Páez Vilaró en el mural de l'Hotel Conrad de Punta del Este. Hi ha molts murals a les escoles uruguaianes i argentines, com el realitzat a l'Escola núm. 3 de San Gregorio de Polanco, i el pintat a la localitat de Las Grutas (Argentina), juntament amb el del seu pare. El 1983 va treballar en diversos murals a la ciutat de Maldonado. El 1991 va fer donació de cinc murals per a nens de la Creu Roja de Montevideo. El 1994 va realitzar 140 m² de pintures murals a l'escola Sanguinetti i diferents centres d'atenció a la infància.

### Altres tècniques
Páez també ha realitzat diverses aquarel·les amb el professor Dante Piccarelli. El 1998 va col·laborar amb el seu pare en la pintura de l'avió de PLUNA / Varig.

## Tallers
El 1986 Agó Páez va fundar el taller Villa Lola per a nens amb Andrea Baridón. El 2000 va dissenyar el seu taller a Castillo Pittamiglio, on també va impartir classes de pintura. Realitza tallers en diversos entorns i ocasions, per exemple, durant el Dia del Patrimoni el 2007, al Barri Sur de Montevideo.
Durant dècades, l'artista ha visitat escoles a l'Uruguai (des del 1992) i a l'Argentina (des del 1997), oferint tallers sobre l'ús de l'art com a auxiliar per a l'ensenyament curricular i la convivència en grup. Per exemple, va visitar l'escola núm. 22 de Mendoza Grande, departament de Florida, amb professors rurals de Soriano el 2009, la Scuola Italiana de Montevideo, i l'Escola Integral de Solymar de Canelones. Va treballar a l'Argentina, a l'escola rural núm. 21 de Roque Pérez el 2011, i a Gálvez el 2012. Va realitzar un taller a la Primera Biennal d'Educació Artística a Maldonado el 2012. L'octubre de 2012 va estar a l'Escola Bilingüe Silo de Cañuelas, situada a la ciutat d'Alejandro Petión, amb una proposta que s'emmarcava en un projecte d'art i valors escolars.
Va recórrer 14 ciutats de l'Argentina que van acollir el Mandálica Tour 2014, que va acabar a Rosario amb una trobada artística i tallers sobre la tècnica de la mandala a La Fluvial, situada al Parc Nacional de la Bandera, per pintar un mural col·lectiu amb els nens en una activitat gratuïta, així com tallers per adults.

## Exposicions
- 1975 - Realitza la seva primera exposició individual a Casapueblo.
- 1976 - Exposa junt amb de Pablo Fonseca a Casapueblo.
- 1976 - Exposa a Córdoba (Argentina).
- 1977 - Participa en l'exposició d'ICUB, trobada d'Art Naif Uruguai-Brasil.
- 1977 - Els seus quadres són seleccionats per a la primera exposició d'Art Sud-americà a París.
- 1978 - Seleccionen els seus dibuixos per realitzar tapisseries al carrer Alvear de Buenos Aires.
- 1978 - Exposa a la Galeria Alícia Karlen Gugelmeli.
- 1979 - Exposa a la Galeria Watergate a Washington, Estats Units d'Amèrica.
- 1982 - Exposa a la Galeria Madison de São Paulo, Brasil.
- 1983 - Exposa a la Galeria de Casapueblo.
- 1985 - Exposa a la Galeria Paseo de las Flores, Buenos Aires.
- 1990 - Exposició col·lectiva a la Caserna de Dragons de Maldonado.
- 1990 - Exposició col·lectiva al Centre de l'Espectacle.
- 1990 - Exposa al Museu Agustí Araujo, Trenta y tres.
- 1991 - Exposa a la Shopping Mall Arocena.
- 1991 - Exposició col·lectiva al taller Vila Lola.
- 1992 - Exposa al taller Casapueblo.
- 1992 - Exposició col·lectiva en la Caserna de Dragons de Maldonado.
- 1993 - Sèrie atelier a l'Ambaixada de l'Uruguai a Buenos Aires.
- 1993 - Exposa a Aldeas Infantiles.
- 1993 - Exposa al taller Vila Lola.
- 1993 - Exposa a Casapueblo.
- 1994 - Exposa a taller de Clever Lara.
- 1994 - Exposa al taller Vila Lola.
- 1995 - Exposa al local de Mecha Gattás, en una exposició titulada Bruixes.
- 1996 - Exposa a Castells & Castells.
- 1996 - Exposa a la 6a Biennal de Salto.
- 1996 - Exposa al Consolat de l'Uruguai a Buenos Aires.
- 1997 - Exposa al Shopping Mall.
- 1997 - Exposa a la Intendència Municipal de Montevideo.
- 1997 - Exposició col·lectiva Grandes Pintores a COFAC.
- 1997 - Exposició Noche del Ángel amb Mecha Gattás.
- 1997 - Exposició de plàstics uruguaians, al Ministeri d'Indústria i Energia.
- 1997 - Exposa a l'Hotel Conrad de Punta del Este.
- 1997 - Exposa l'ambaixada d'Alemanya a l'Uruguai.
- 1997 - Exposa en els 100 anys de la cultura francesa a l'Uruguai.
- 1998 - Exposa Mandales al taller-museu de Casapueblo.
- 1998 - Exposa a l'Hotel Conrad, Punta del Este.
- 1998 - Exposició col·lectiva a Arocena Shopping Mall.
- 1998 - Exposició col·lectiva al Ministeri d'Indústria i Energia.
- 1998 - Participa de l'exposició en homenatge a Federico García Lorca, a Santa Lucía.
- 1998 - Exposa al Cabildo de Montevideo Mandales i Manoceros.
- 1998 - Exposició col·lectiva a la Plaça d'Arts.
- 1999 - Exposa al taller-museu de Casapueblo.
- 1999 - Presenta la seva carpeta Canalització de Mandales en Casapueblo.
- 1999 - Exposa al Centre Cultural Recoleta de Buenos Aires, Mandales i Unicorns 1999, a l'Hotel Concordia, Salto.
- 1999 - Exposa al Cabildo de Montevideo.
- 2000 - Exposa a la Lliga de Foment de Punta de l'Este.
- 2000 - Exposa l'Hotel San Marcos al costat d'Olga Manzur, Punta de l'Este.
- 2000 - Exposició permanent al taller-museu Casapueblo.
- 2000 - Exposa la Rural del Prado.
- 2000 - Participa d'una exposició col·lectiva a l'Annex del Palau Legislatiu.[15]
- 2011 - Exposa a Espacio 10 ARTE de Buenos Aires, participa como pintora de la mostra Pasa... Sentí... un recorrido por las emociones.[16]

## Altres activitats
El 1989 Páez va impartir cursos d'art per a nens al Canal 5 i l'any següent al Canal 4 amb René Jolivet. El 1991 va treballar amb Carlos Giacosa al Canal 12, entrevistant diversos artistes. El 1996 va decorar per a l'obra Pepito Superstar amb els seus dibuixos.
A més de recórrer escoles amb el patrocini de Tersuave, Agó Páez Vilaró dirigeix tres instituts a l'Argentina on es fan tallers d'art. Realitza diferents activitats, especialment a la regió de Rosario, d'on prové la seva mare.
És il·lustradora de llibres, com Atrapasueños d'Helen Velando i La hora de las magnolias de Graciela Genta. El 1997 va il·lustrar el llibre La Edad del Deseo de Mariela Maya; el 1998 el llibre Una luz en mi corazón, mi camino hacia el Islam de Gabriela González i El viaje de Sara, de Martha Cash; el 1999 el llibre Mujer musulmana es un ángel de luz de Gabriela González; el 2000 va il·lustrar el llibre Tanic Attack de la seva germana Beba Páez i Mensajes de ángeles de Graciela Iriondo.
Com a escultora, el 1998 va fer la donació de la peça Por una Cabeza per a la subhasta per beneficiar el centre de rehabilitació i recreació de la Casa de Gardel. També va dissenyar l'escultura que es troba a la Rambla d'Atlàntida, el desembre del 2014, com a homenatge al seu pare, anomenat Un sol para Atlántida. La idea original va ser la del mateix Páez Vilaró, que va proposar incorporar el seu paisatgisme a la Rambla d'Atlàntida, i després de la seva mort, les Illes Canàries van decidir retre-li homenatge amb un espai públic en la seva memòria i una escultura evocadora. L'escultura es va realitzar amb el suport financer de l'empresa Gerdau Laisa SA. Consisteix en un reforç de ferro per als fonaments i bases, i pesa 20 tones. El Ministeri de Turisme i Esports va destinar diners per a la pavimentació, l'enllumenat i els equipaments urbans de l'espai públic. L'Ajuntament de Canelones va dur a terme el projecte i l'execució de l'espai públic que allotja el Un sol para Atlántida.
Ha estat membre del jurat de competicions d'arts plàstiques com les organitzades per COFAC.

## Publicacions
- Buscando mi estrella. Por el camino de Santiago de Compostela (2001), presentat en el Palau Legislatiu per Herrera Producciones i l'Ambaixada d'Espanya.[20]
- El Mandala. Mi regreso al centro, Ediciones Rosgal, Montevideo (2006), és un llibre de fulles circulars.

## Reconeixements
El 1990 va seleccionar les seves obres per a targetes d'Aldeas Infantiles. El 1994 va obtenir el premi especialment d'artista convidada a la trobada realitzada per lturria i Vázquez al parc de Carrasco. El 1999 va ser convidada a participar en el concurs Juanicó. L'any 2000 va ser convidada Mercedes Menafra per ser jurat del concurs d'artesania uruguaià Hecho Acá.
El 10 de desembre de 2007, el Correo Uruguayo va publicar un número especial per al segell Mandala d'Agó Páez - Investigació i conservació de mamífers marins, amb un valor de 37 pesos uruguaians i un tiratge de 15.000 unitats, reunit per Gabriel Casas, en la categoria Mandala.
Presideix la categoria d'articles de plàstic del concurs de contes i plàstics Pequeños talentos del Uruguay, entre els escolars del país.
L'any 2013, el Centre Universitari de Rivera va fer una publicació impresa amb el nom d'Agó Páez Vilaró, on va enregistrar les activitats i produccions generades durant la seva estada a l'escola núm. 111 del Paso de la Estiva.
El 2014 va ser convidada a pintar la pilota de la selecció nacional de futbol de l'Uruguai, que fins aleshores havia realitzat el seu pare difunt, com a manera de continuar la tradició. Va pintar un sol blau sobre la superfície de la pilota i tantes estrelles grogues com a jugadors, amb la inicial dels seus cognoms a cadascuna d'elles.